# Pleopeltis caudatoattenuata
Pleopeltis caudatoattenuata là một loài dương xỉ trong họ Polypodiaceae. Loài này được Panigrahi & Patnaik mô tả khoa học đầu tiên năm 1965.
Danh pháp khoa học của loài này chưa được làm sáng tỏ. 